# Ranunculus trichophyllus
Ranunculus trichophyllus é uma espécie de planta com flor pertencente à família Ranunculaceae. 
A autoridade científica da espécie é Chaix ex Vill., tendo sido publicada em Histoire des Plantes de Dauphiné 1: 335. 1786.

## Portugal
Trata-se de uma espécie presente no território português, nomeadamente os seguintes táxones infraespecíficos:
- Ranunculus trichophyllus subsp. eradicatus - presente em Portugal Continental. Em termos de naturalidade é nativa da região atrás referida. Não se encontra protegida por legislação portuguesa ou da Comunidade Europeia.
- Ranunculus trichophyllus  subsp. trichophyllus - presente em Portugal Continental. Em termos de naturalidade é nativa da região atrás referida. Não se encontra protegida por legislação portuguesa ou da Comunidade Europeia.